# Šestiválcový řadový motor

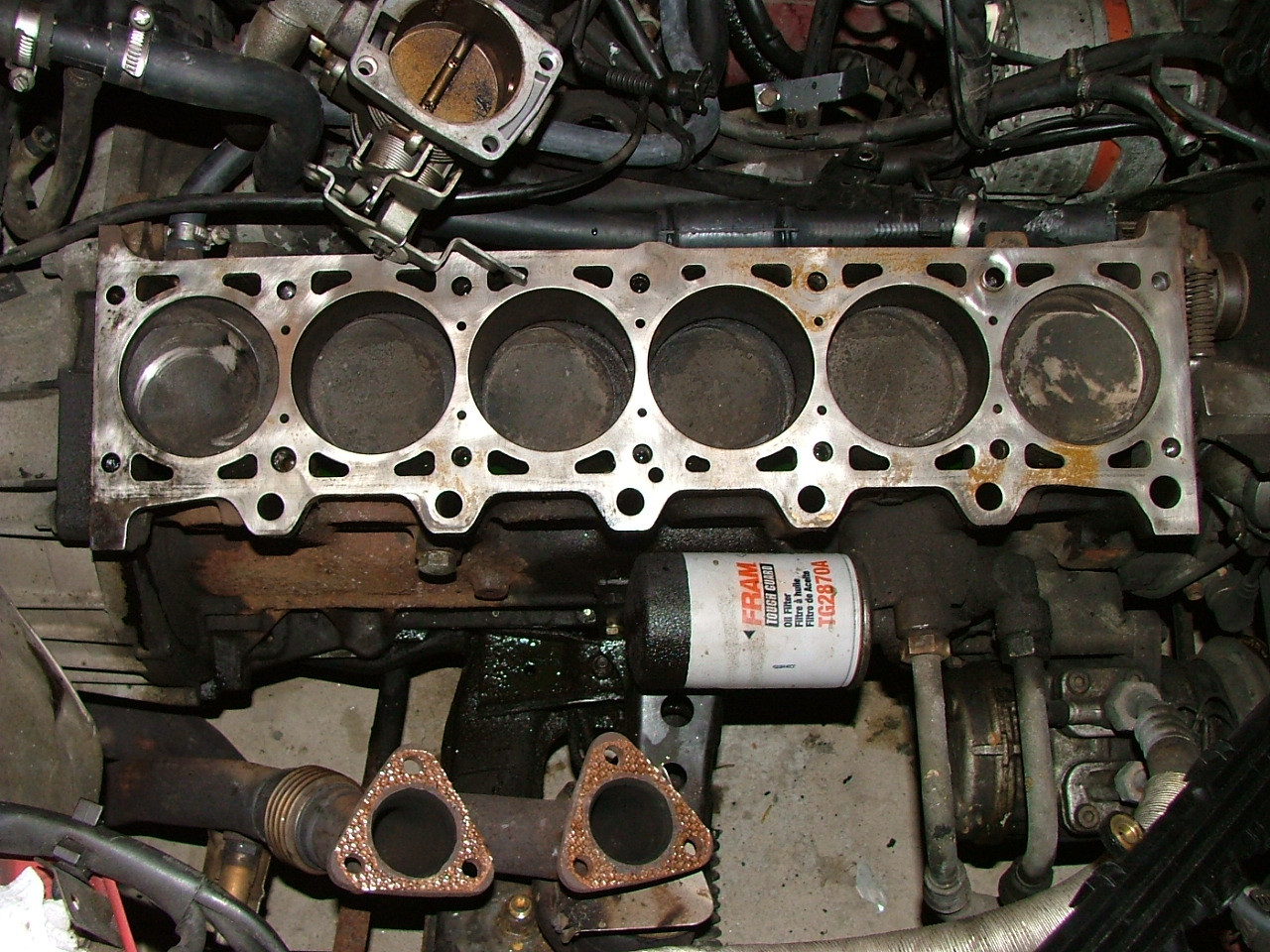
Motor BMW M20B25

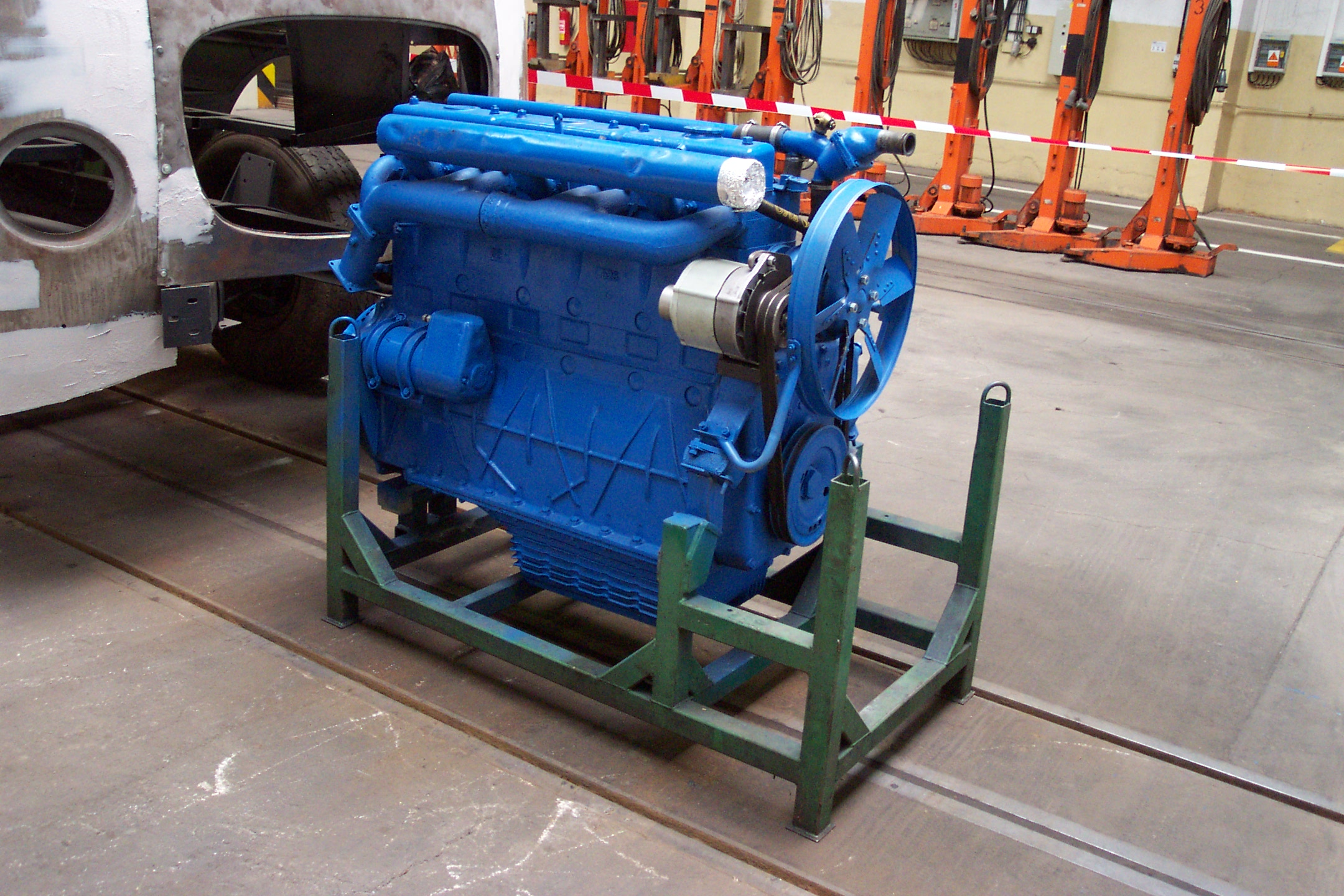
Motor Škody 706

Animace práce motoru

Šestiválcový řadový motor nebo řadový šestiválec nebo i6 (z anglického inline 6) je typ spalovacího motoru se šesti válci uspořádanými podél klikového hřídele v řadě. Tento systém je nejjednodušší volbou pro poskytování stabilního a rovnoměrného chodu motoru - není tam žádná potřeba vyvažování hřídele. Motor je ideálně balancován, protože 3 a 3 písty se pohybují zrcadlově, to umožňuje provoz i ve velmi velkých objemech bez rizika fatálních vibrací. Proto je častou volbou pro obří železniční, lodní motory a generátory. Kliková hřídel je obvykle na čtyřech nebo sedmi ložiskách. Motor je výborné balancován. 

## Použití v automobilech
Motory typu R6, které se montují do osobních automobilů mají zdvihový objem od 1,9 do 5,0 L. Obvykle se používají v automobilech střední a vyšší střední třídy a také v luxusních automobilech.
V nákladních automobilech a autobusech se používají zejména vznětové motory se zdvihovým objemem až do 13 000 cm³ (13 litrů) a přeplňováním. Řadový 6 válcový motor používaly např. autobusy Škoda 706 RTO a Karosa B 732, nákladní automobily Praga V3S, Škoda 706 nebo LIAZ a dále prakticky všechny moderní nákladní vozidla o výkonech do cca 375 kW (500 koní).

## Další využití
Šestiválcový řadový motor se využívá také v letectví, lodní dopravě a dalších oblastech.